# بخش باسیکونو
بخش باسیکونو یک منطقهٔ مسکونی در موریتانی است که در استان حوض شرقی واقع شده‌است.